# إدنا دبليو. أندروود
إدنا دبليو. أندروود (بالإنجليزية: Edna W. Underwood)‏ هي مترجمة وكاتِبة وشاعرة أمريكية، ولدت في 1873، وتوفيت في 1961.